# За Родину! (избирательный блок)
За Родину! — избирательный блок, участвовавший в выборах в Госдуму России в 1995 году.
Создан 9 августа 1995 года на основе «Новой России» и Российского Союза ветеранов Афганистана. Лидер — Владимир Полеванов.
Предвыборные лозунги — оппозиция правительству и реформам.
Блок не преодолел пятипроцентный барьер, получив 0,28 % голосов. В одномандатных округах из 11 зарегистрировавшихся кандидатов, выдвинутых блоком, не прошёл ни один. В избирательном бюллетене проходил под № 14.